# راو (علامة تجارية)
راو (بالإنجليزية: RAW)‏ علامة تجارية في المصارعة المحترفة تابعة لدبليو دبليو إي، أول إعلان عنها كان يوم 25 مارس 2002 خلال حلقة من حلقات  ليلة الأثنين راو.